# Heinrich III. (Fürstenberg)

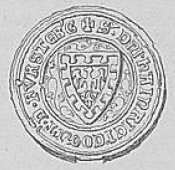
Siegel des Grafen Heinrich III. von Fürstenberg

Heinrich III. von Fürstenberg (* um 1308; † 23. Februar 1367) war zusammen mit seinen Brüdern Konrad und Johann der vierte Graf von Fürstenberg, wobei nur er einen männlichen Nachkommen hatte.

## Leben
Heinrich entstammt dem Geschlecht der Grafen von Fürstenberg. Sein Vater war  Heinrich II. von Fürstenberg, seine Mutter war Verena von Freiburg, die Tochter des Grafen Heinrich von Freiburg.
Um 1345 erfolgte eine Erbteilung unter den drei Söhnen Heinrichs II., wobei Konrad die Herrschaft Wartenberg, Johann die Herrschaften Wolfach und Hausach erhielt. Heinrich bekam die Stammlande auf der Baar. Die Brüder treten in den Urkunden meist gemeinsam als Grafen von Fürstenberg und Landgrafen der Baar auf.
Politisch waren die drei Fürstenberger Grafen Anhänger der Habsburger. Sie beteiligten sich sehr wahrscheinlich auch an der Schlacht bei Laupen.
In dem Krieg den Herzog Albrecht II. von Österreich 1351–1354 in der Folge der Zerstörung von Rapperswil gegen die Stadt Zürich führte, kämpften die Fürstenberger Brüder auf Seiten des Habsburgers. 1360 schlossen Heinrich und sein Bruder Konrad einen fünfjährigen Dienstvertrag mit dem Habsburger Herzog Rudolf IV. von Österreich. 1361 sprachen die Grafen Heinrich und Konrad von Fürstenberg im Auftrag von Kaiser Karl IV. die Stadt Schaffhausen von der Reichsacht los.
1364 erbte Heinrich zusammen mit seinem Bruder Konrad die Herrschaft Badenweiler.
Heinrich wurde im Kloster Neudingen, der Fürstenberger Familiengruft, bestattet. Beim Brand des Klosters 1852 wurde sein Grabmal zerstört.

## Ehe und Nachkommen
Heinrich heiratete Anna von Montfort-Tettnang. Aus dieser Ehe sind 6 Kinder bekannt:
- Heinrich
- Katharine ⚭ Peter von Hewen
- Kunigunde ⚭ Walter von Hohenklingen
- Verena ⚭ Konrad II. von Tübingen
- Anna (Nonne im Kloster Neudingen)
- Mechthild (Nonne im Kloster Amtenhausen)